# André Kiesewetter
André Kiesewetter (* 20. August 1969 in Neuhaus am Rennweg) ist ein ehemaliger deutscher Skispringer, der von 1987 bis 1995 aktiv war. Er wuchs in Lauscha auf und wurde in der Sektion Wintersport der damaligen BSG Chemie Lauscha entdeckt. In der Junioren-Altersklasse wechselte er zum SC Motor Zella-Mehlis, wo der ebenfalls aus Lauscha stammende Reinhard Heß sein Trainer wurde.

## Werdegang
Kiesewetter, der zunächst als „Trainingsweltmeister“ galt und Schwierigkeiten mit dem Wettkampfdruck hatte, war der erste deutsche Skispringer, der die neue Skispringtechnik, den V-Stil, erlernte. Nachdem der schwedische Springer Jan Boklöv 1989 mit dieser neuen Technik den Gesamtweltcup dominiert hatte, entschied sich Kiesewetter zusammen mit seinem Heimtrainer Reinhard Heß, auch diese neue Technik zu erlernen. Im Dezember 1990 feierte er bei den Weltcup-Springen in Lake Placid und Sapporo seine ersten Siege. Bei den Nordischen Skiweltmeisterschaften 1991 im Val di Fiemme gewann er zusammen mit Jens Weissflog, Dieter Thoma und Heiko Hunger die Bronzemedaille im Mannschaftswettbewerb. Von der Normalschanze wurde er Zwölfter und von der Großschanze belegte er den siebenten Rang. Am Ende der Saison konnte er den zehnten Rang im Gesamtweltcup verbuchen. Beim Skifliegen 1991 in Planica stellte er fast einen inoffiziellen Weltrekord auf. Seine Weite von 196 Metern wurde damals nicht als Weltrekord anerkannt, weil er bei der Landung in den Schnee gegriffen hatte. Danach hatte er noch einen gestandenen Versuch über 191 Meter, der als Einstellung des Weltrekordes gewertet wurde. Die FIS hatte damals Weiten, die über 191 Meter hinausgingen, mit exakt dieser Weite gewertet, um aus Sicherheitsgründen eine Weitenjagd zu verhindern.
Während der Vorbereitung auf die nächste Saison stürzte Kiesewetter im Herbst 1991 auf der Hans-Renner-Schanze in Oberhof schwer und zog sich einen Trümmerbruch im linken Sprunggelenk zu. Nachdem mittlerweile die gesamte Weltspitze auf den neuen Stil umgestellt hatte, fiel es André Kiesewetter schwer, sich wieder in der Weltspitze zu etablieren. Nachdem er mehrere Jahre um den Anschluss gekämpft hatte und bei den wenigen Einsätzen im Weltcup sich nur mühevoll für den Wettbewerb der besten 50 Athleten qualifizieren konnte, beendete er 1995 seine sportliche Laufbahn. Seinen letzten Wettkampf absolvierte er bei den deutschen nordischen Skimeisterschaften 1995 in Schonach.
Kiesewetter begann noch 1995 mit der Ausbildung zum Physiotherapeuten. Er arbeitete als Therapeut in der „M&I-Fachklinik“ in Herzogenaurach. Nebenberuflich betreute er von 2002 bis 2006 die Handballerinnen der HG Quelle Fürth und von 2006 bis 2007 die zweite Mannschaft des 1. FC Nürnberg. In der Zeit zwischen 2007 und 2009 war er für den Damenhandball-Bundesligisten 1. FC Nürnberg tätig. Ab der Saison 2016/17 betreute er die Schweizer Skisprungnationalmannschaft als Physiotherapeut und wurde dann Trainer beim Schweizer Verband.

## Erfolge

### Weltcupsiege im Einzel
| Nr. | Datum             | Ort         | Typ           |
| --- | ----------------- | ----------- | ------------- |
| 1.  | 2. Dezember 1990  | Lake Placid | Großschanze   |
| 2.  | 15. Dezember 1990 | Sapporo     | Normalschanze |

### Ungültiger Weltrekord
| #         | Schanze                         | Ort     | Land        | Weite   | aufgestellt am | Rekord bis |
| --------- | ------------------------------- | ------- | ----------- | ------- | -------------- | ---------- |
| Berührung | Velikanka bratov Gorišek (K185) | Planica | Jugoslawien | 196,0 m | 23. März 1991  | Ungültig   |

## Statistik

### Weltcup-Platzierungen
| Saison  | Platz | Punkte |
| ------- | ----- | ------ |
| 1990/91 | 010.  | 134    |

### Vierschanzentournee-Platzierungen
| Saison  | Platz | Punkte |
| ------- | ----- | ------ |
| 1990/91 | 25.   | 555,0  |
| 1992/93 | 72.   | 080,6  |
| 1993/94 | 76.   | 054,5  |

### Continental-Cup-Platzierungen
| Saison  | Platz | Punkte |
| ------- | ----- | ------ |
| 1987/88 | 101.  | 008    |
| 1992/93 | 010.  | 067    |
| 1993/94 | 061.  | 121    |